# Rue des Fontaines-Roland
Pour les articles homonymes, voir Rue des Fontaines.
La rue des Fontaines-Roland est une rue ancienne de la ville de Liège (Belgique) située dans quartier historique de Sainte-Marguerite.

## Odonymie
Depuis la fusion des communes en 1977, cette rue fait référence aux Fontaines Roland, un système d'alimentation en eau de la ville de Liège mis en place dès 1687. Ce système amène à la ville l'eau captée par des galeries drainantes dans la craie de Hesbaye sous le plateau d'Ans. Jean Roland en était le principal réalisateur. La rue ne possède toutefois pas de fontaine Roland. La plus proche se trouve aux Degrés des Tisserands.
À l'origine, cette ancienne voie assez étroite s'appelait la ruelle Marexhe avant de prendre, en 1863, le nom de rue Hubert Goffin. La ruelle initiale se prolongeait vers le sud-ouest, empruntant plus ou moins le tracé de l'actuelle rue du Général Bertrand. Après la rue Sainte-Marguerite, il s'agit de la rue la plus ancienne du quartier.

## Situation et description
La voirie en pente mesure environ 245 mètres et grimpe vers la colline de Burenville en opérant un léger virage à droite puis à gauche dans le sens de la montée. La rue qui compte une quarantaine de maisons d'habitation relie la rue Sainte-Marguerite à la rue Éracle. Elle applique un sens unique de circulation automobile dans le sens de la montée (Sainte-Marguerite vers Éracle).

## Architecture
La petite maison en brique située au no 39, sans fenêtre mais possédant un large encadrement de porte en pierre, est l'une des plus anciennes demeures de la rue. 
L'entrée de l'église Sainte-Marguerite inaugurée vers 1992 se situe au pied de la rue.

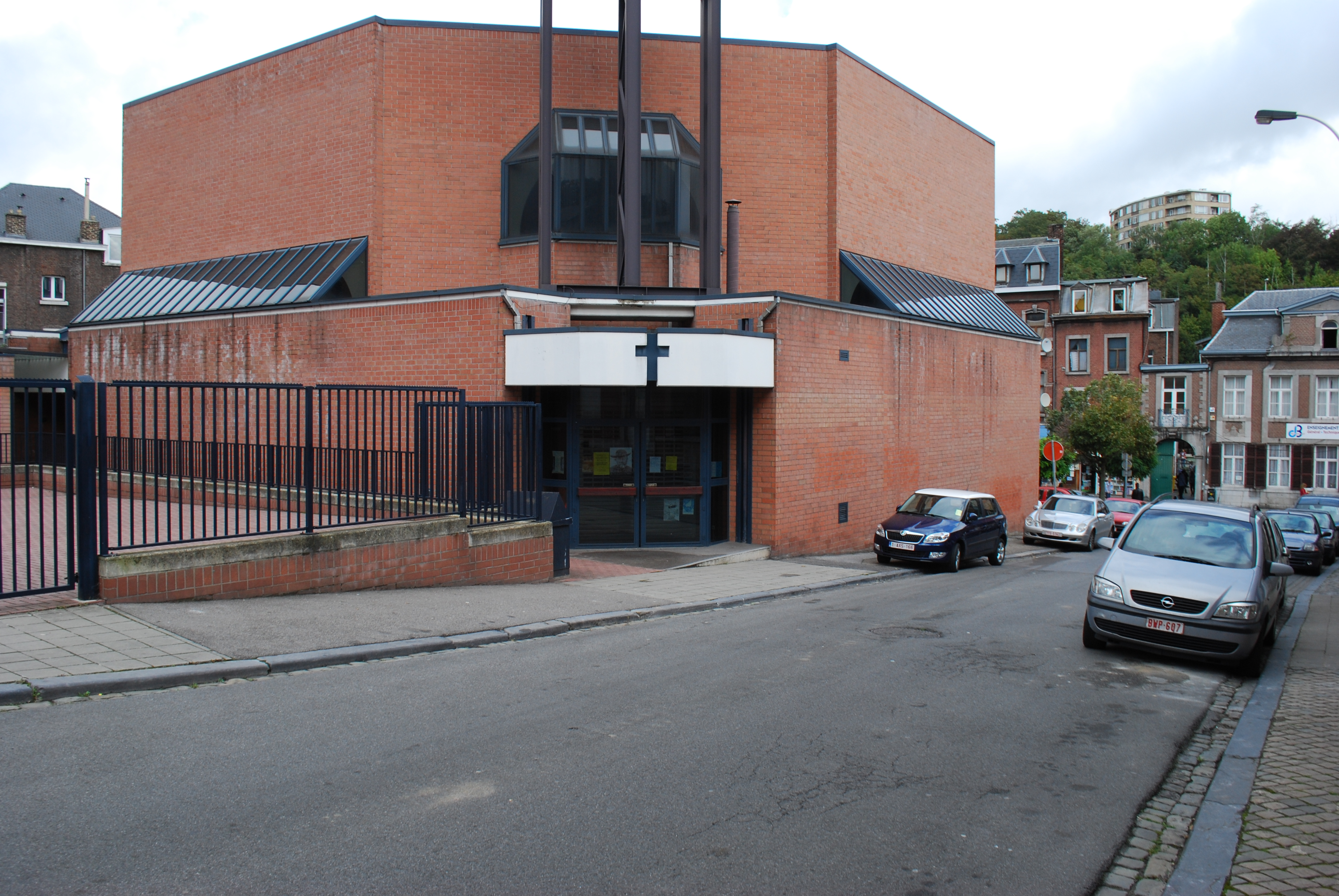
L'église Sainte-Marguerite

.

## Voies adjacentes
- Rue Sainte-Marguerite
- Rue Éracle

### Source et bibliographie
- Yannik Delairesse et Michel Elsdorf, Le nouveau livre des rues de Liège, Liège, Noir Dessin Production, 2008, 512 p. (ISBN 978-2-87351-143-2 et 2-87351-143-5, présentation en ligne), page 256